# Dowlatabad (Afeganistão)
Dowlatabad é uma cidade do Afeganistão, localizada na província de Balkh.